# Tsiatsan
Tsiatsan (en arménien Ծիածան ; jusqu'en 1978 Gerampa) est une communauté rurale du marz d'Armavir, en Arménie. Elle compte 1 300 habitants en 2009.